# Molini di Triora
Molini di Triora (Moin de Triêua in ligure) è un comune italiano di 647 abitanti della provincia di Imperia in Liguria.

## Geografia fisica

### Territorio

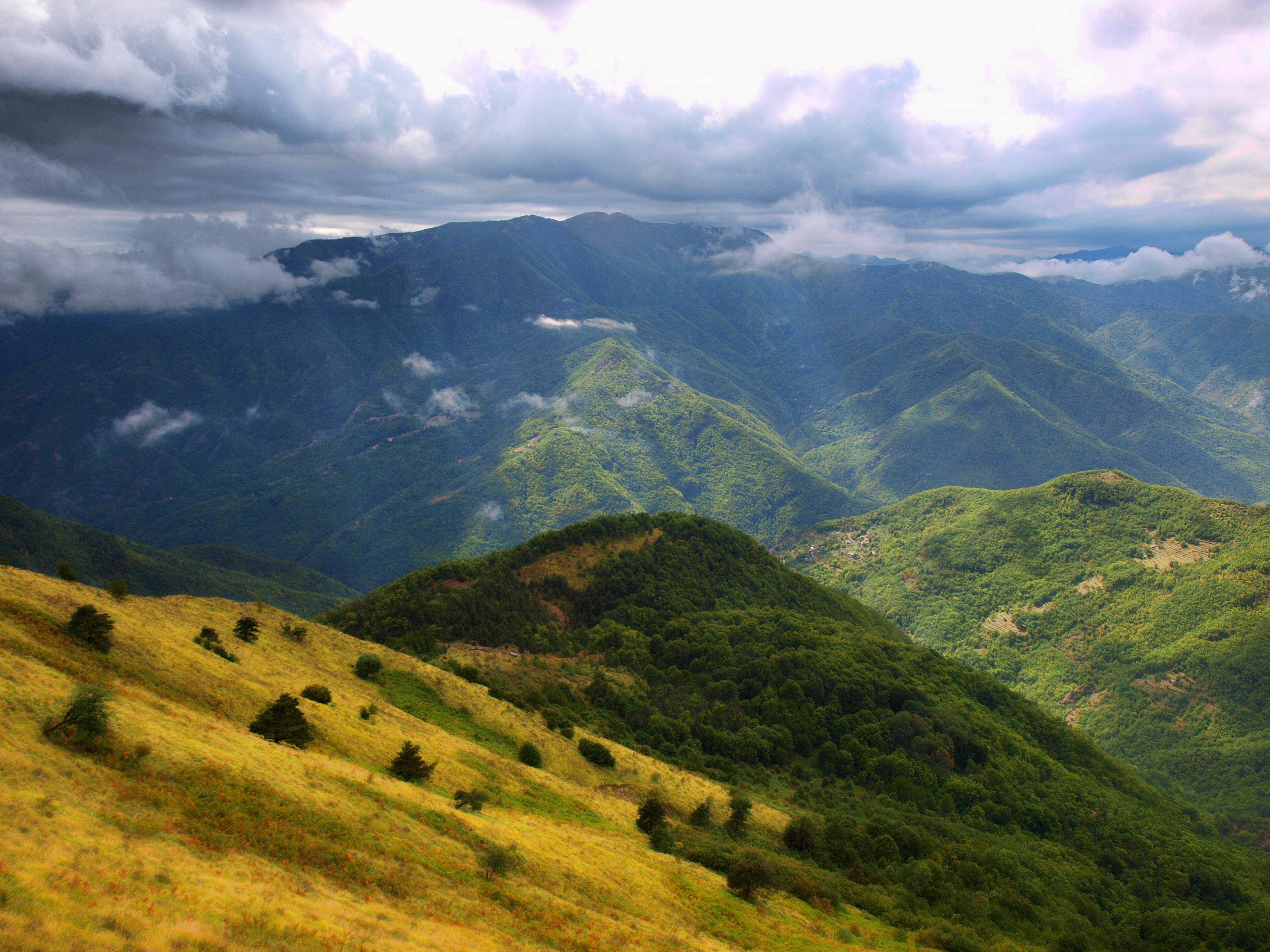
Panorama montano del territorio molinese

Il territorio molinese sorge alla confluenza del torrente Argentina con il Capriolo, ai piedi della ripida dorsale, tra boscosi contrafforti in parte terrazzati, che discende da Triora. Sul territorio abbondante è la presenza di acqua che nei secoli fecero la fortuna di Molini, e dalla quale deriverebbe il toponimo.
Il paese di Molini si estende lungo il un'ansa del torrente, all'incrocio di importanti vie di comunicazioni dell'alta valle Argentina con le valli circostanti.
Tra le vette del territorio molinese il monte Monega (1887 m), il Poggio Fearia (1846 m), la Cima dell'Ortica (1840 m), il Poggio d'Alpette (1729 m), la Rocca dell'Agnello (1729 m), il monte Bussana (1701 m), il Poggio Buoi di Raxin (1700 m), la Cima di Dorzella (1636 m), il Carmo di Brocchi (1610 m), il monte Arborea (1549 m), il Carmo dell'Omo (1520 m), il Carmo delle Verme (1502 m), il monte Fenaira (1459 m), la Cima Bareghi (1390 m), la Rocca Mea (1307 m), la Cima Ubago di Medan (1300 m), il Carmo San Vincenzo (1274 m), il Carmo del Faè (1033 m), la Testa di Carvo (1032 m), il Carmo del Pulo (986 m), il Carmo Albarozza (979 m), la Croce della Crocetta (909 m) e il Poggio della Croce (894 m). Tra i valichi alpini si possono ricordare il passo di Monega (1650 m), il passo della Lecca (1510 m),  il passo della Mezzaluna (1454 m) e il passo di Parma (992 m).

### Clima
Il paese, posto in un fondovalle a 460 metri s.l.m. e distante 25 km dalla costa, non risente molto delle brezze marine e mentre l'estate è generalmente temperata e mai troppo calda l'inverno può essere abbastanza freddo e umido con frequenti gelate notturne e nevicate: ha un clima a metà fra quello subcontinentale e quello di bassa montagna.
Secondo le medie climatiche 1961-90 il mese più freddo, gennaio, ha una temperatura media minima di -1° e massima di +4°; il mese più caldo, luglio, una temperatura massima media di +24° e una minima di +13°.

## Storia

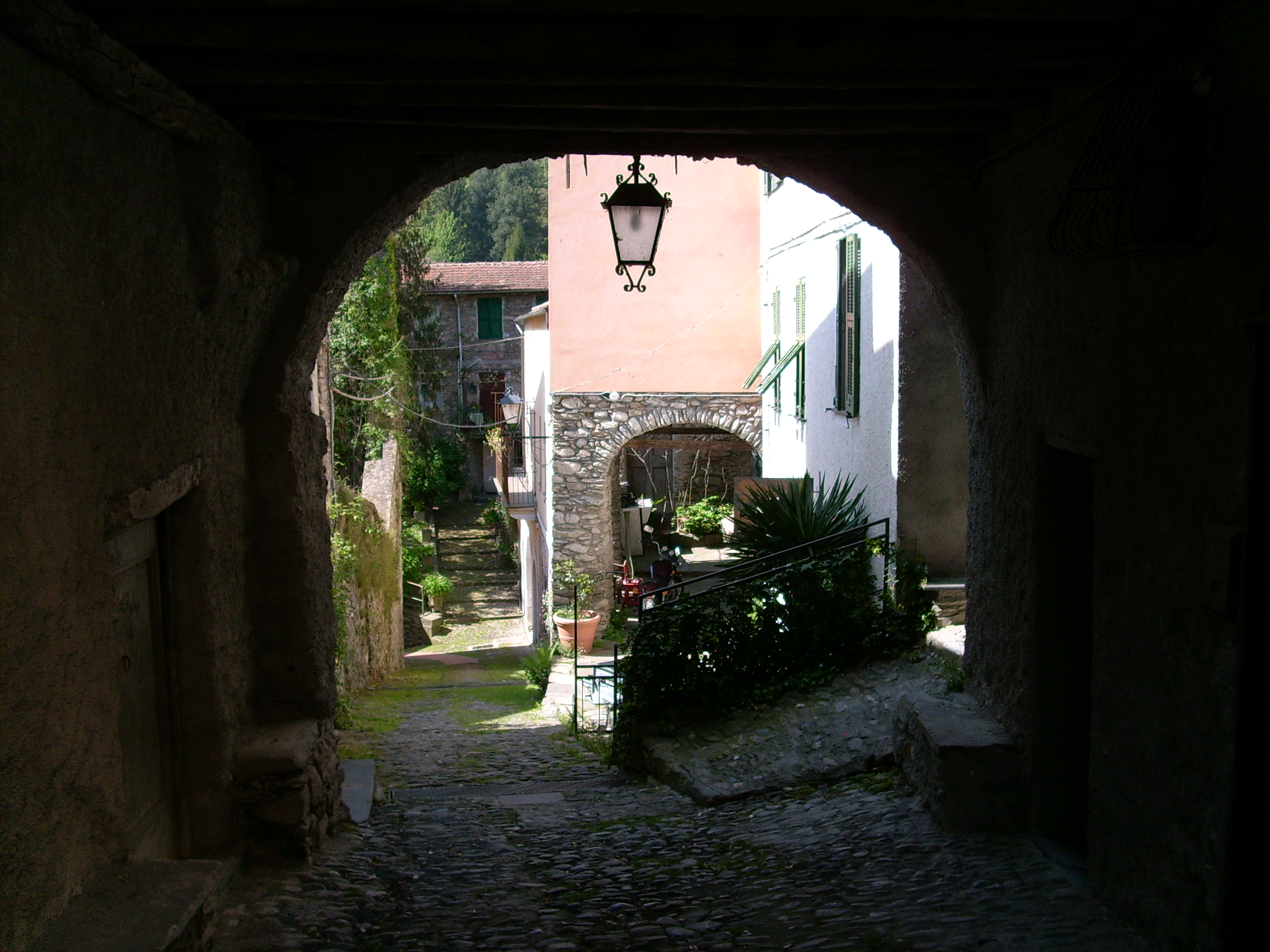
Uno scorcio del centro storico molinese

Le prime notizie storiche sul villaggio di Molini risalgono al periodo intorno al Mille.
In epoca medievale rientrò tra i possedimenti dei conti di Ventimiglia che assoggettarono questa porzione della valle nel territorio di Triora. Dalla seconda metà del XIII secolo entrò a far parte dei domini della Repubblica di Genova che sottopose la valle nell'istituita podesteria triorese. In questo secolo divenne un importante centro locale grazie alla costruzione dei ventitré mulini lungo i torrenti Argentina e Capriolo, alimentando di molto gli interessi della podesteria e della stessa repubblica genovese.
Proprio gli interessi di Triora sul commercio del grano causò una sorta di malcontenti tra le diverse ville di Molini, Andagna e Corte arrivando - il 2 maggio del 1654 - alla dichiarazione di indipendenza locale da Triora. Su concessione del Senato della Repubblica ogni villa ottenne di beneficiare di propria autonomia amministrativa e fiscale, pur sempre sotto il controllo territoriale della podesteria triorese.

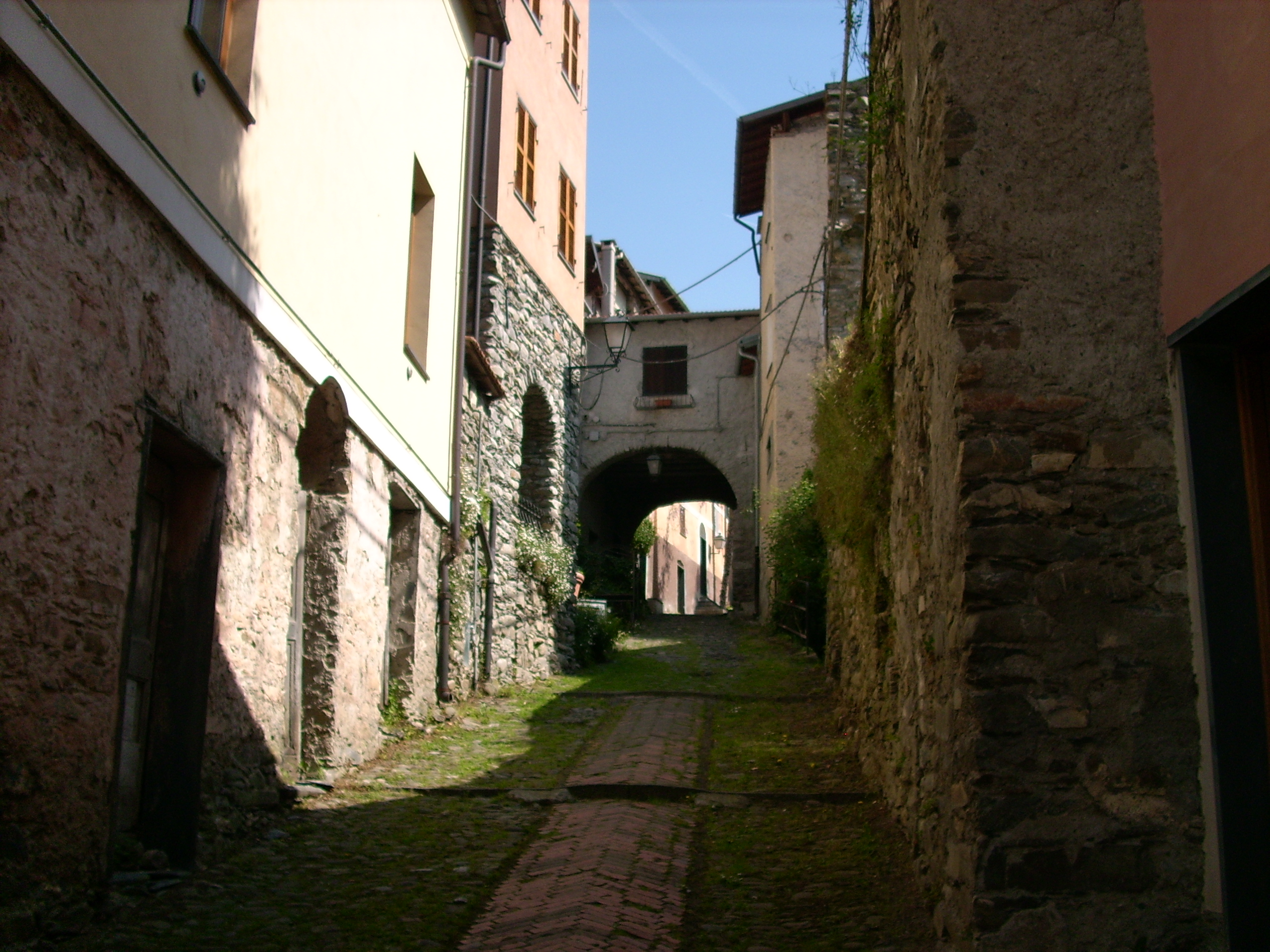
Uno scorcio del centro storico molinese

Caduta la Repubblica di Genova nel 1797, e annessa alla Repubblica Ligure, la municipalità di Mulini fu assoggettata al IV cantone di Triora nella Giurisdizione delle Palme; nel 1803 andò a costituire l'XI cantone dell'Argentina nella Giurisdizione degli Ulivi. Annesso al Primo Impero francese, dal 13 giugno 1805 al 1814 il territorio di Molini perse lo status di comune e nuovamente aggregato alla municipalità di Triora e quindi inserito nel Dipartimento delle Alpi Marittime nel circondario di Sanremo. Caduto Napoleone Bonaparte, e dopo il Congresso di Vienna del 1814, dal 1815 fu parte integrante del Regno di Sardegna e in seguito del Regno d'Italia dal 1861. Dal 1859 al 1927 il territorio fu compreso nel VII mandamento di Triora del circondario di Sanremo facente parte della provincia di Porto Maurizio e, con la sua costituzione, della successiva provincia di Imperia.
Nel 1903 le frazioni e località di Agaggio Inferiore, Agaggio Superiore, Algovo, Andagna, Corte, Gavano, Glori, Molini e Perallo tramite regio decreto furono distaccate dal territorio di Triora per confluire nel costituito comune di Molini di Triora.
Durante la seconda guerra mondiale subì gravi perdite di abitanti a causa delle numerose rappresaglie dei nazisti contro i partigiani, numerosi nella zona e atti alla liberazione della valle. Oltre alla fucilazione di numerosi civili risultò gravemente danneggiata dalle bombe che rasero quasi al suolo il paese.

### L'occupazione
Il comando nazifascista considera Molini di Triora come un centro ostile dove le formazioni partigiane ottengono rifornimenti; in questa zona è stata costituita da poco la V Brigata "L. Nuvoloni" appartenente alla II Divisione Felice Cascione, che sotto la guida di Vittorio Guglielmo, nome di battaglia "Vittò" è molto attiva contro le forze armate tedesche. Molini di Triora viene inserito nell'elenco dei paesi da punire e terrorizzare nella provincia di Imperia già dal luglio del 1944, quando il 3 di questo mese due colonne convergenti da Pizzo e da Carmo Langan puntano a Molini, la popolazione viene avvisata e fugge nei boschi vicini, anche se ci sono le prime vittime.
Il parroco don Ferdinando Novella e il commissario prefettizio Carlo Viale cercano, a loro rischio, di trattare con il comandante tedesco, dicendo che nei borghi non ci sono formazioni partigiane, ma solo degli umili contadini; l'ufficiale li tranquillizza, mentendo poiché la sparatoria non cessa; con l'avvenuta occupazione iniziano i saccheggi, i furti e le distruzioni. Solo il parroco, don Novella, ottiene il permesso dai nazifascisti di poter uscire dall'abitato per dare conforto agli abitanti, anche se viene fermato ugualmente dalle sentinelle, ma tuttavia vede il modus operandi, fatto di saccheggi e distruzioni di numerose case, motivate da parte dei tedeschi nell'aver rinvenuto armi. 
Tra i tanti fatti quello che è successo in Casa Campoverde sita nell'allora via San Bernardo, oggi via Nuova: i nazifascisti avevano rastrellato 13 persone, quasi tutti padri di famiglia, e anche una ragazza di 16 anni mentre portava le mucche al pascolo, Moraldo Maria Caterina. Vengono rinchiusi in uno scantinati e vessati e torturati per farli parlare; quindi inzuppati di liquidi infiammabile e bruciati vivi; per occultare il terribile delitto, viene fatta crollare la casa con l'uso del tritolo. Solo dopo 15 giorni gli abitanti riuscirono a trovare i corpi sotto le macerie e tumulate nel camposanto del paese. Solo il 6 luglio cessa la furia: 104 case su 150 sono sinistrate con interi gruppi di case crollate, come il municipio; la canonica è data alle fiamme; vengono distrutti l'ufficio postale, l'oleificio, i due alberghi, l'autorimessa, il mulino. Si conteranno 29 vittime..
Il 13 gennaio 1945, un reparto della Divisione Repubblicana "Cacciatori degli Appennini", nonostante la presenza del locale presidio di granatieri, nella borgata di Agaggio rastrellano sette giovani portandoli a Molini per sottoporli a processo. Tra i sette rastrellati se ne scelgono tre che vengono condotti davanti al tribunale composto dal capitano Cristian e a due ufficiali dei cacciatori: la sentenza arriva presto e sono condannati a morte Antonio Alberti, Domenico Quinto Verrando e Giovanni Bova. Il parroco don Ferdinando Novella si presenta da Cristian per chiedere la commutazione della pena, essendo i tre a lui noti come persone per bene; ma la sentenza è data e il capitano consiglia al parroco che l'unica cosa che può fare è dare lui la notizia ai tre sventurati, il reverendo insiste ancora ma non riesce a far cambiare idea.
I giovani accolgono la sentenza con pianti, si abbracciano tra di loro, protestano la loro innocenza, esibiscono la loro giovane età. Grazie al prete i tre si calmano, vengono confessati, ricevono il viatico, scrivono alle famiglie annunciando anche qua la loro innocenza. Il parroco prova l'ultima supplica dal capitano Cristian, facendogli vedere che i tre nelle loro lettere hanno scritto la stessa frase vado alla morte innocente, ma nessun dubbio viene al capitano, che gli dice di portare le lettere ai familiari e gli concede di accompagnare i tre giovani al patibolo. Il 16 gennaio verso le 15.00 vengono legate le mani con del fil di ferro sul dorso, e scortati tra due file di cacciatori (gli stessi che avevano fatto il rastrellamento) passano per il paese in via Grance, arrivando vicino al cimitero su una fascia di proprietà di Adelina Sasso. Vengono rivolti con la faccia verso il muro, salutano ancora il parroco che è vicino a loro, ma un soldato interviene allontanando il prete e distanziando i tre. Quindi, dato da un sottotenente dei cacciatori l'ordine dell'esecuzione, una raffica di mitraglia li abbatte tutti e tre; sono le 15.30. Gli spari echeggiano giù fino al paese e si propagano lugubremente per tutta la valle. In ogni casa la gente, che era in attesa degli spari, rompe in singhiozzi. Le salme raccolte, dietro istanza del parroco, sono collocate in apposite casse e, poiché i caduti avevano espresso il desiderio di essere tumulati nel camposanto del proprio paese, ciò viene eseguito.
Dal 1973 al 30 aprile 2011 ha fatto parte della Comunità montana Argentina Armea.

### Simboli
Stemma
Gonfalone

Lo stemma e il gonfalone sono stati concessi con decreto del presidente della Repubblica del 12 settembre 1953.

## Monumenti e luoghi d'interesse

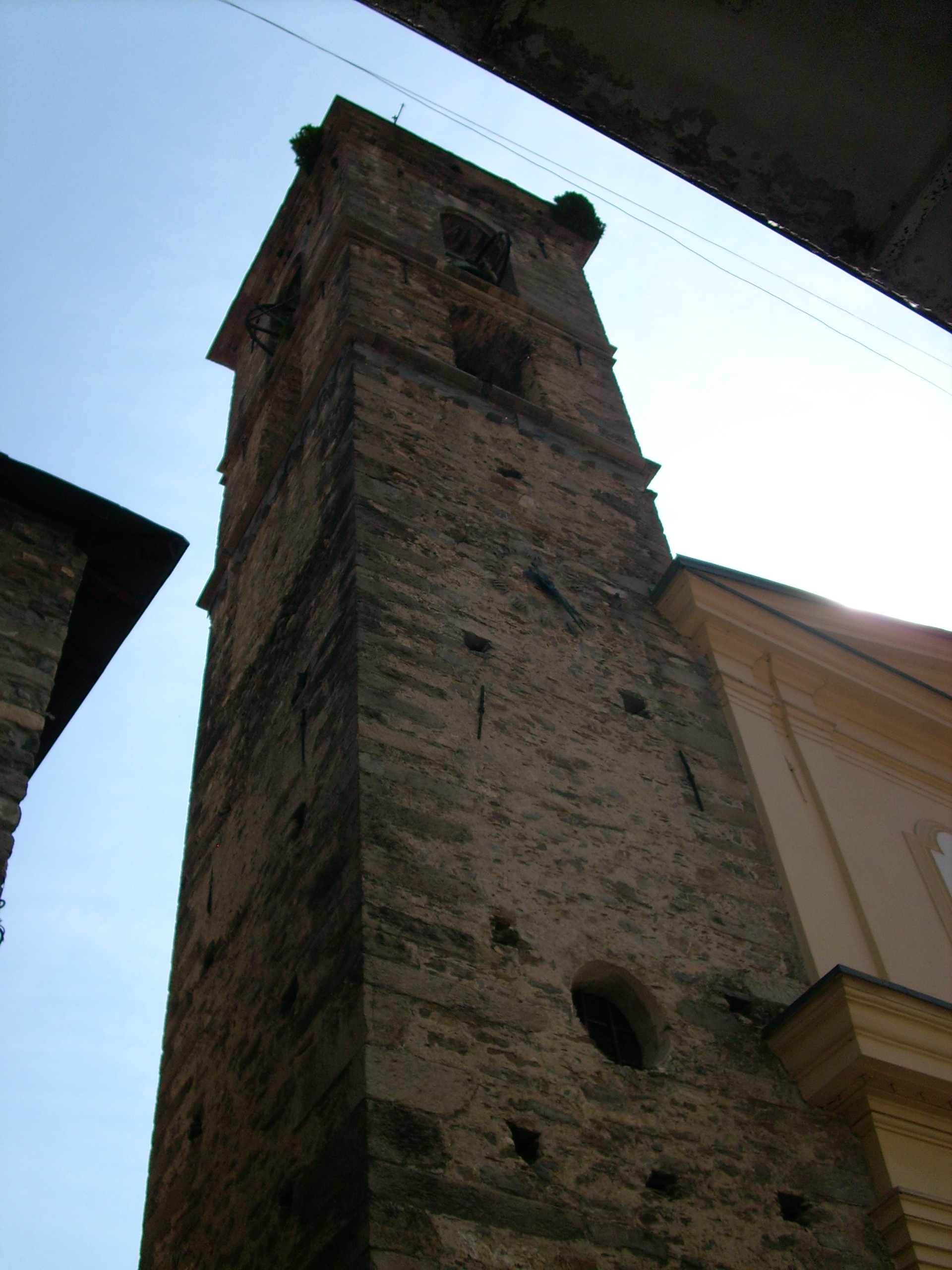
Il campanile della chiesa parrocchiale di San Lorenzo

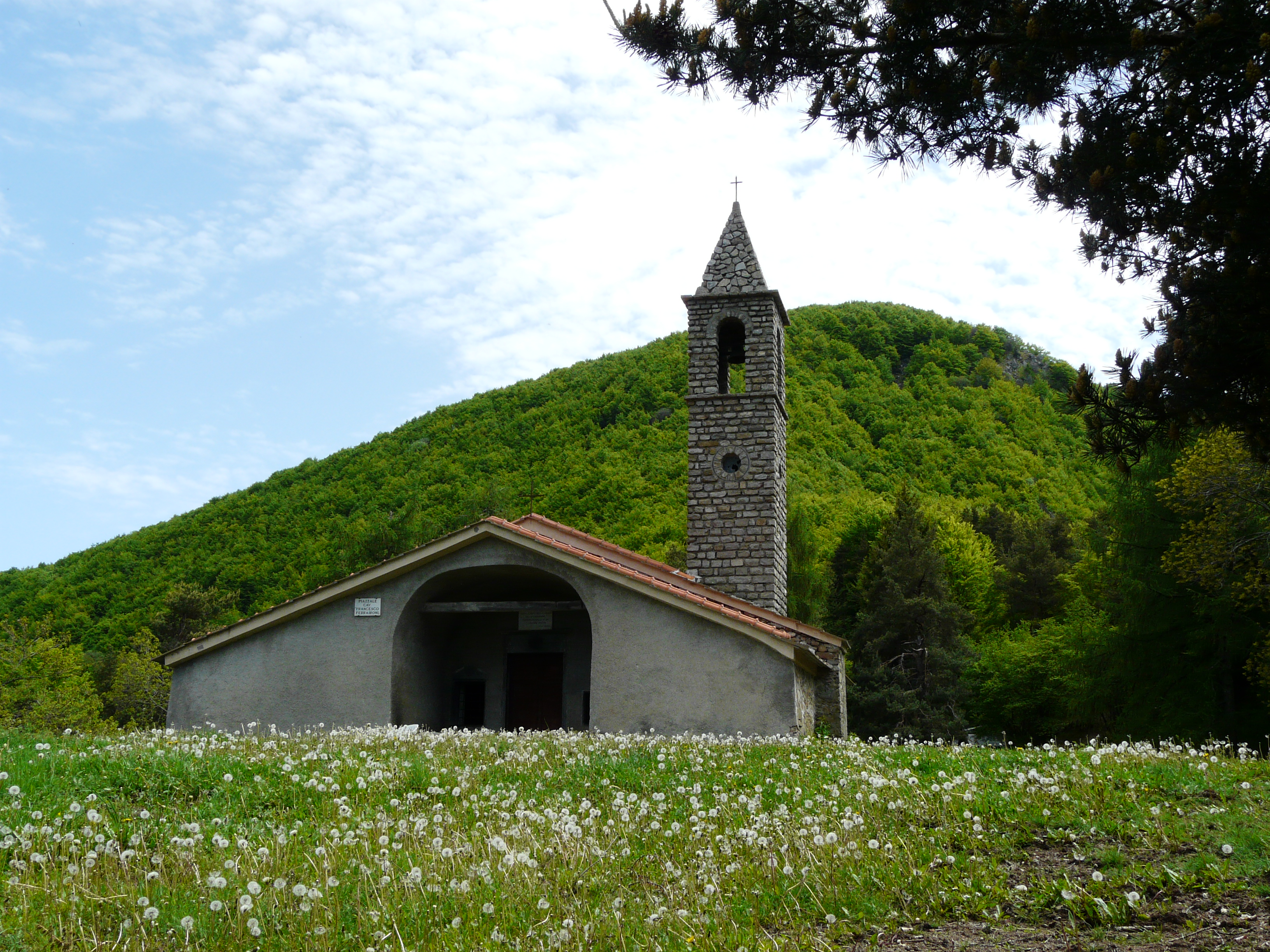
La chiesa di San Giovanni dei Prati presso il monte Ceppo

### Architetture religiose

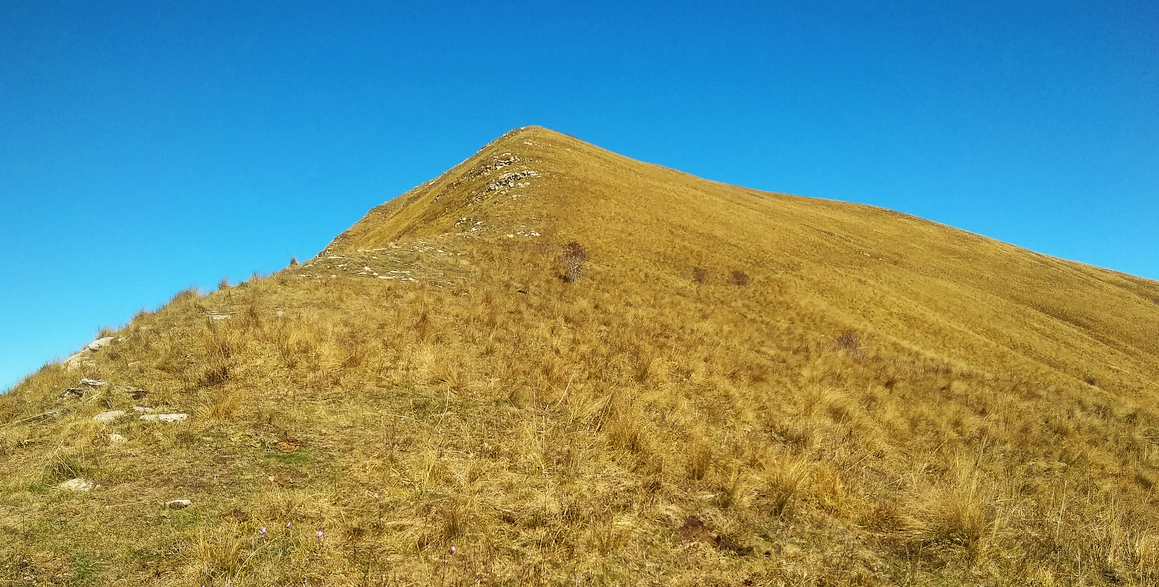
La vetta del monte Monega

- Chiesa parrocchiale di San Lorenzo nel capoluogo, il cui primo impianto, tardo gotico, risalirebbe al 1486.
- Oratorio dei Santi Antonio e Maria Maddalena nel capoluogo.
- Chiesa di San Giovanni Lantrua, eretta sul posto della casa natale del santo nel capoluogo.
- Chiesa di San Bernardo nel capoluogo.
- Chiesa di San Rocco nel capoluogo.
- Chiesetta di Sant'Antonio nel capoluogo.
- Santuario della Madonna della Montà presso l'area cimiteriale sovrastante il paese.
- Chiesa parrocchiale della Madonna della Misericordia nella frazione di Agaggio Inferiore.
- Chiesa parrocchiale di San Carlo Borromeo nella frazione di Agaggio Superiore.
- Oratorio di San Carlo Borromeo nella frazione di Agaggio Superiore, edificato di fronte all'omonima parrocchiale.
- Cappella di San Faustino nella frazione di Aigovo. L'edificio si presenta ad unica aula e la sua fondazione, come da tracce romaniche sul fianco meridionale, assegnerebbero il luogo di culto all'XI secolo[6]. L'acquasantiera in pietra scolpita conservata è datata al 1493[6].
- Chiesa parrocchiale della Natività di Maria Vergine nella frazione di Andagna. Conserva al suo interno un polittico, raffigurante l'Annunciazione, risalente al 1460[6] circa ed attribuito al pittore Emanuele Macario di Pigna[6] o a Giovanni Baleison di Demonte[6].
- Oratorio di San Martino di Tours nella frazione di Andagna. Già antica sede parrocchiale, attualmente si presenta in stato di rovina.
- Oratorio di San Bernardo nella frazione di Andagna. Preceduto da un portico a una campata con tre archi laterali, la struttura si presenta ad aula rettangolare con un sedile in ardesia che corre lungo le pareti. Queste ultime sono affrescate con Storie della Passione di Gesù e la Cavalcata dei vizi e delle virtù, cicli datati al 1436[6] e di ignoti pittori piemontesi.
- Oratorio di San Rocco nella frazione di Andagna. La struttura, preceduta da un portico, conserva cicli di affreschi datati al XV secolo[6].
- Chiesetta-santuario di Santa Brigida d'Irlanda, sulla strada da Andagna al passo della Teglia.
- Chiesa parrocchiale di San Giacomo il Maggiore nella frazione di Corte. In stile barocco, conserva al suo interno un quadro raffigurante la Sacra Famiglia del XVII secolo[6] di pittore ignoto.
- Santuario della Madonna del Ciastreo o della Madonna della Consolazione nella frazione di Corte. Principale luoghi di culto degli abitanti di Corte, secondo la leggenda locale[6], tramandata per via orale, qui apparve la Vergine Maria ad una pastorella muta dalla nascita che "miracolosamente" riacquistò l'uso della parola.
- Chiesa di San Bartolomeo nella frazione di Corte.
- Chiesa di San Vincenzo nella frazione di Corte. Il portale dell'edificio è del 1497[6]. Attualmente si trova in stato di rovina sommersa dalla vegetazione.
- Oratorio di San Tommaso nella frazione di Corte. Conserva una pala ritraente la Vergine Maria con il Bambino Gesù sovrastanti san Bernardo, san Bartolomeo apostolo e il diavolo incatenato.

- Chiesa parrocchiale di San Vincenzo Ferreri nella frazione di Gavano, eretta nel Settecento[6].
- Chiesa parrocchiale della Natività di Maria nella frazione di Glori.
- Oratorio di Sant'Antonio abate nella frazione di Glori. La più antica testimonianza del tempio è un antico portale in ardesia datato al 28 maggio 1632[6].
- Santuario della Madonna di Lourdes nella frazione di Glori. Eretto tra la fitta vegetazione di alberi di castagno e ulivo, è annualmente meta, solitamente il 9 settembre, della fiaccolata paesana.
- Chiesa di San Giuseppe di Stornina nella frazione di Perallo. L'edificio, corredato dal campanile triangolare con due campane, è menzionato in antichi documenti del XVII secolo[6]. La volta del tempio religioso, dipinto da Francesco Maiano, un pittore locale della frazione, raffigura la Sacra Famiglia.
- Chiesa di San Giovanni della Valle nella località di Carpenosa. Detta anche della Madonna della Salute è, secondo la tradizione popolare, il tempio religioso più antico del comune e della località di Carpenosa. La chiesa subì notevoli danni strutturali, ad eccezione dell'abside, durante il terremoto del 23 febbraio del 1887[6]. Nel 1891 fu sottoposto a restauro e riportata allo splendore originario nel corso del 1898[6].
- Chiesa di San Giovanni dei prati, sulla dorsale del monte Ceppo, lungo la provinciale per la Colla di Langan. L'edificio ha origine antiche anche se la prima citazione del tempio religioso risale al 1487[6]. In origine la struttura era formata da una lunga aula absidata e con due cappelle ai lati, poi ingrandita nel corso del 1642[6] e in seguito ancora ristrutturata. In occasione della festività della Natività del Battista - il 24 giugno - è meta di pellegrinaggi dalle due comunità di Molini e di Triora.

### Architetture civili

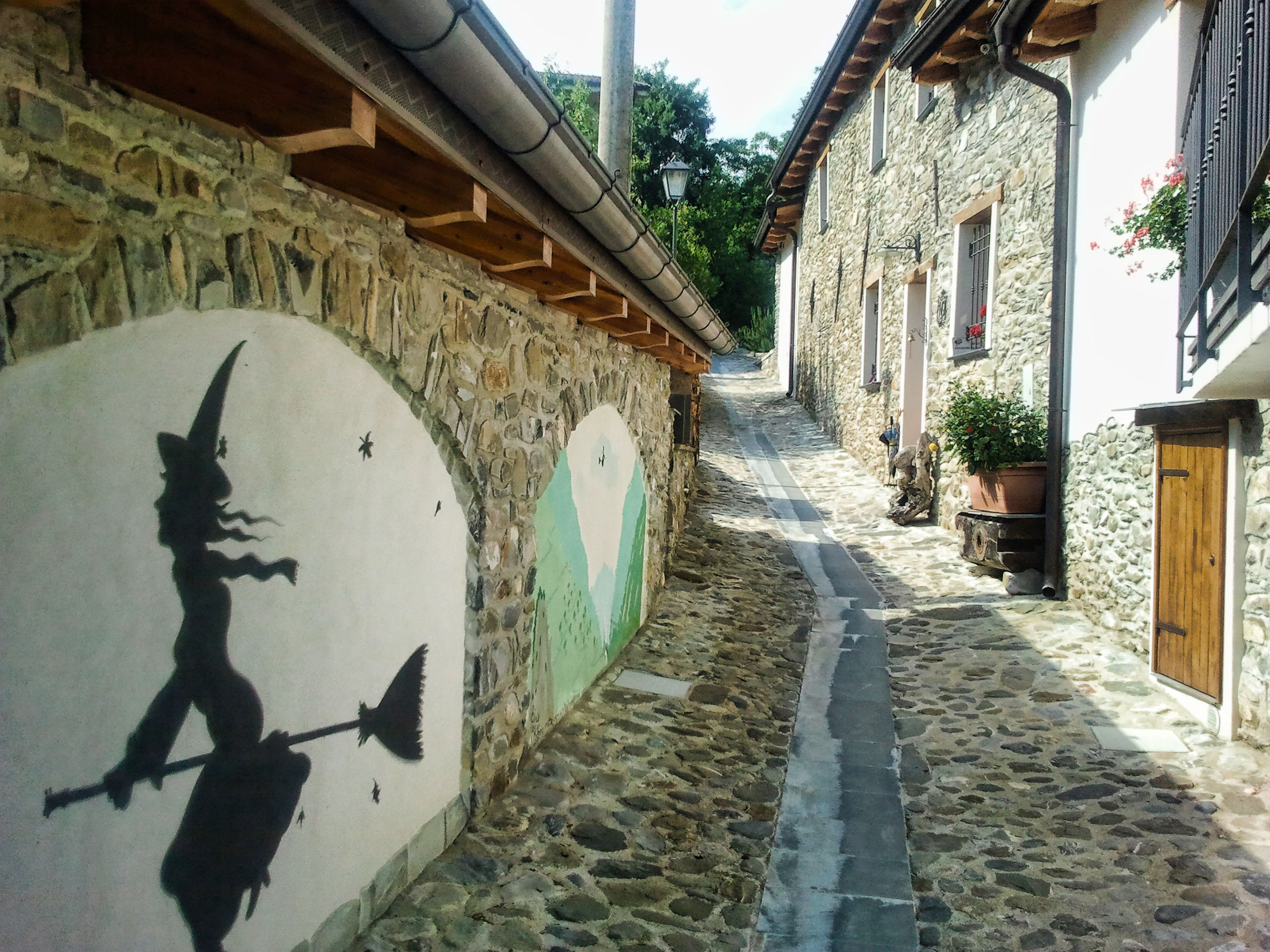
Uno scorcio del centro storico molinese

Il comune prende il nome dai suoi ventitré mulini usati un tempo per macinare il grano proveniente dagli altri paesi dell'alta valle, lontani dai corsi d'acqua o dai fiumi. Sono ormai visibili solo due mulini, ai quali non è consentito l'accesso, e si trovano rispettivamente il primo nei pressi del "Laghetto dei Noci" - all'uscita del paese in direzione Triora - e l'altro alla fine di via Nuova poco dopo il bivio per il cimitero.

### Architetture militari
La Rocca di Andagna è una torretta situata sulla cima di una roccia vicino al paese di Andagna.

### Aree naturali
Monte Carpasina è un sito di interesse comunitario (SIC) istituito con il Decreto Ministeriale del 25 marzo 2005, ai sensi della Direttiva 92/43/CEE (Direttiva Habitat).
Vi sono diversi parchi e giardini, attrezzati per i bambini ed i ragazzi, offrono anche spazio per riposare sotto i numerosi alberi godendo del panorama della valle.
Molto famoso in tutta la zona circostante il paese, è il lago denominato "sotto i noci", il nome deriva dalla presenza di diversi noci, ora ne sono rimasti solo parzialmente. Questo è un piccolo lago artificiale formatosi grazie alle acque del rio Capriolo.

## Società

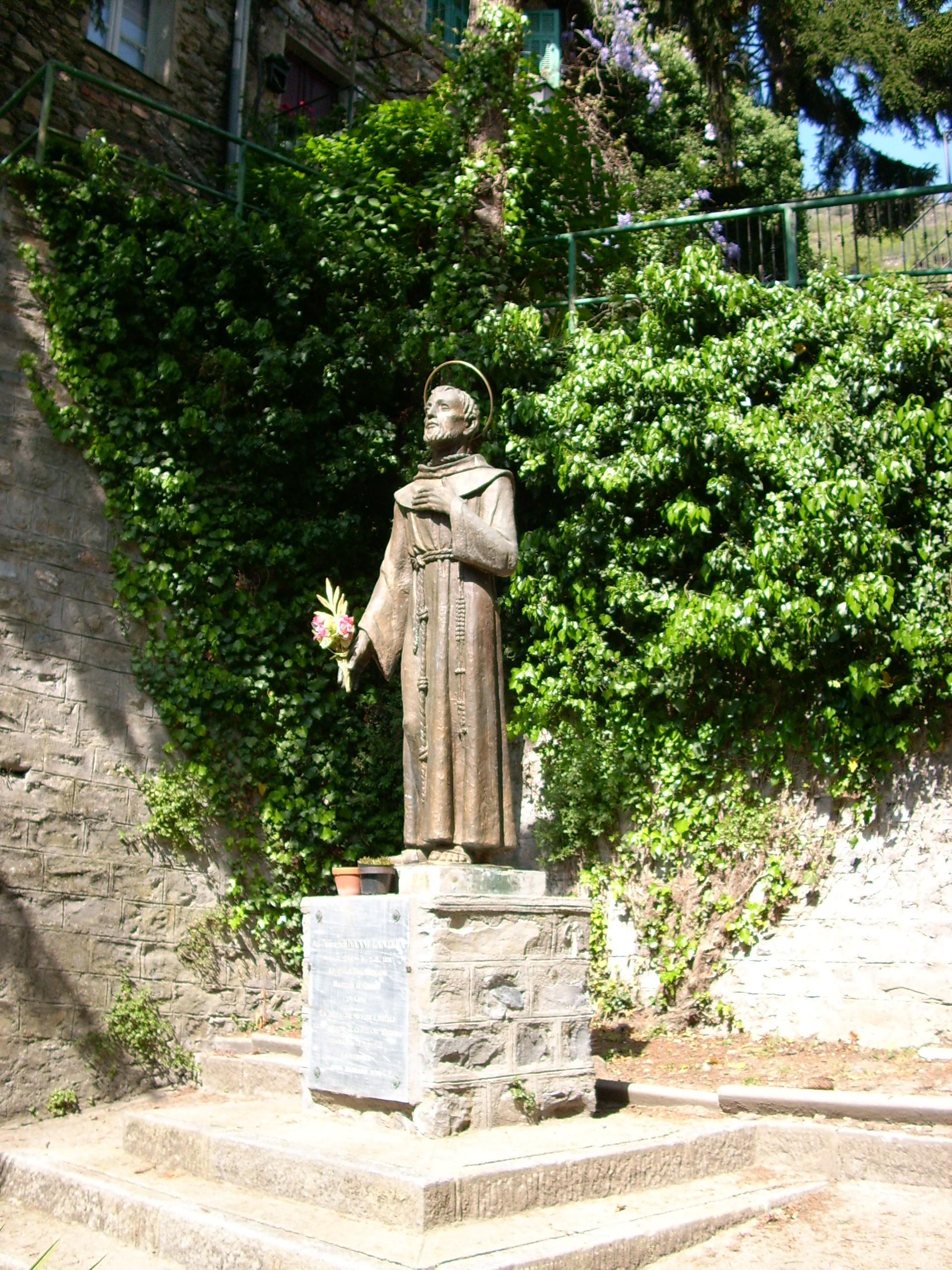
Statua di san Giovanni da Molini di Triora

### Evoluzione demografica
Abitanti censiti

### Etnie e minoranze straniere
Secondo i dati Istat al 31 dicembre 2019, i cittadini stranieri residenti a Molini di Triora sono 125, così suddivisi per nazionalità, elencando per le presenze più significative:
1. Regno Unito, 34

## Geografia antropica

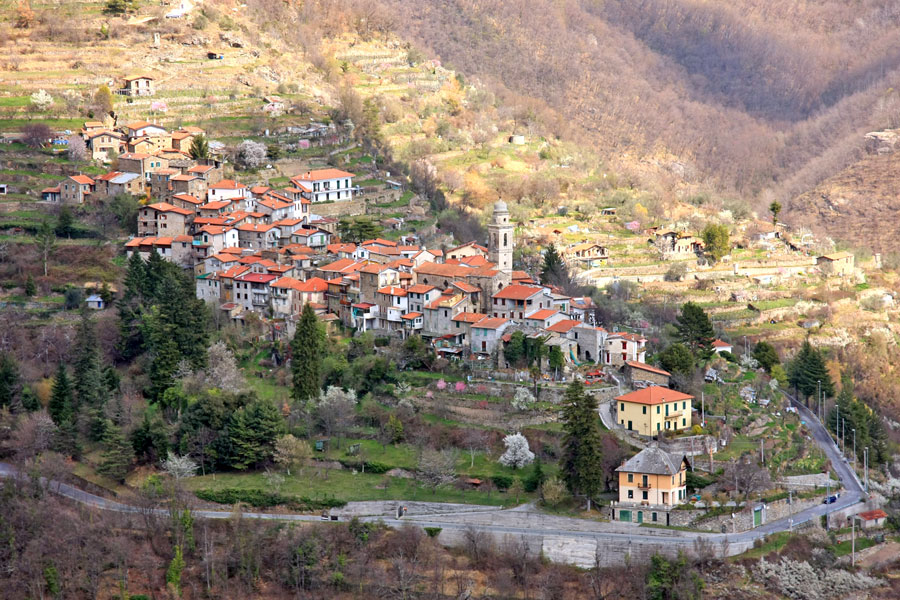
Panorama della frazione di Corte

Il territorio comunale è costituito, oltre al capoluogo comunale di Molini di Triora, dalle frazioni di Agaggio Inferiore, Agaggio Superiore, Aigovo, Andagna, Corte, Gavano, Glori, Perallo per una superficie territoriale di 58,05 km2. Fanno altresì parte le località di Baladi, Carpenosa, Case Sant'Antonio, Casoni di Agaggio Inferiore, Casoni di Aigovo, Ciaggin, Colletta, Cornaro, Cuggi, Ferriera, Firighetti, Grattino, Moneghetti, Morghetta, Nuvoloni, Orenghi, Rattaira, Stefanin, Ugello e Vignago.
Confina a nord con il comune di Montegrosso Pian Latte, a sud con Bajardo, Badalucco e Montalto Carpasio, ad ovest con Triora e Castel Vittorio, e ad est con Montegrosso Pian Latte, Rezzo e Montalto Carpasio.

## Economia
Il comune basa la sua principale risorsa economica sull'attività del commercio, oltre che al turismo locale o vacanziero. Nel territorio sono presenti piccole imprese legate all'agricoltura - specialmente nella coltivazione della vite, degli ortaggi o degli alberi da frutta - o nella floricoltura specialmente della rosa. Oltre ad alcune industrie atte nell'estrazione dell'ardesia, esiste a Carpenosa una cava di pietre da costruzione. Infine sono collocate alcune attività artigianali fra cui laboratori per la lavorazione del ferro, segherie e falegnameria.

## Infrastrutture e trasporti

### Strade
Il territorio di Molini di Triora è attraversato principalmente dalla strada provinciale 548 della Valle Argentina che permette il collegamento a sud con il comune di Montalto Carpasio (frazione di Montalto Ligure). Altre arterie provinciali sono la SP 17 per la frazione di Andagna e poi, tramite il Passo della Teglia, verso Rezzo; la SP 52 per Triora; la SP 65 per Castel Vittorio; la SP 75 per Bajardo.

## Amministrazione

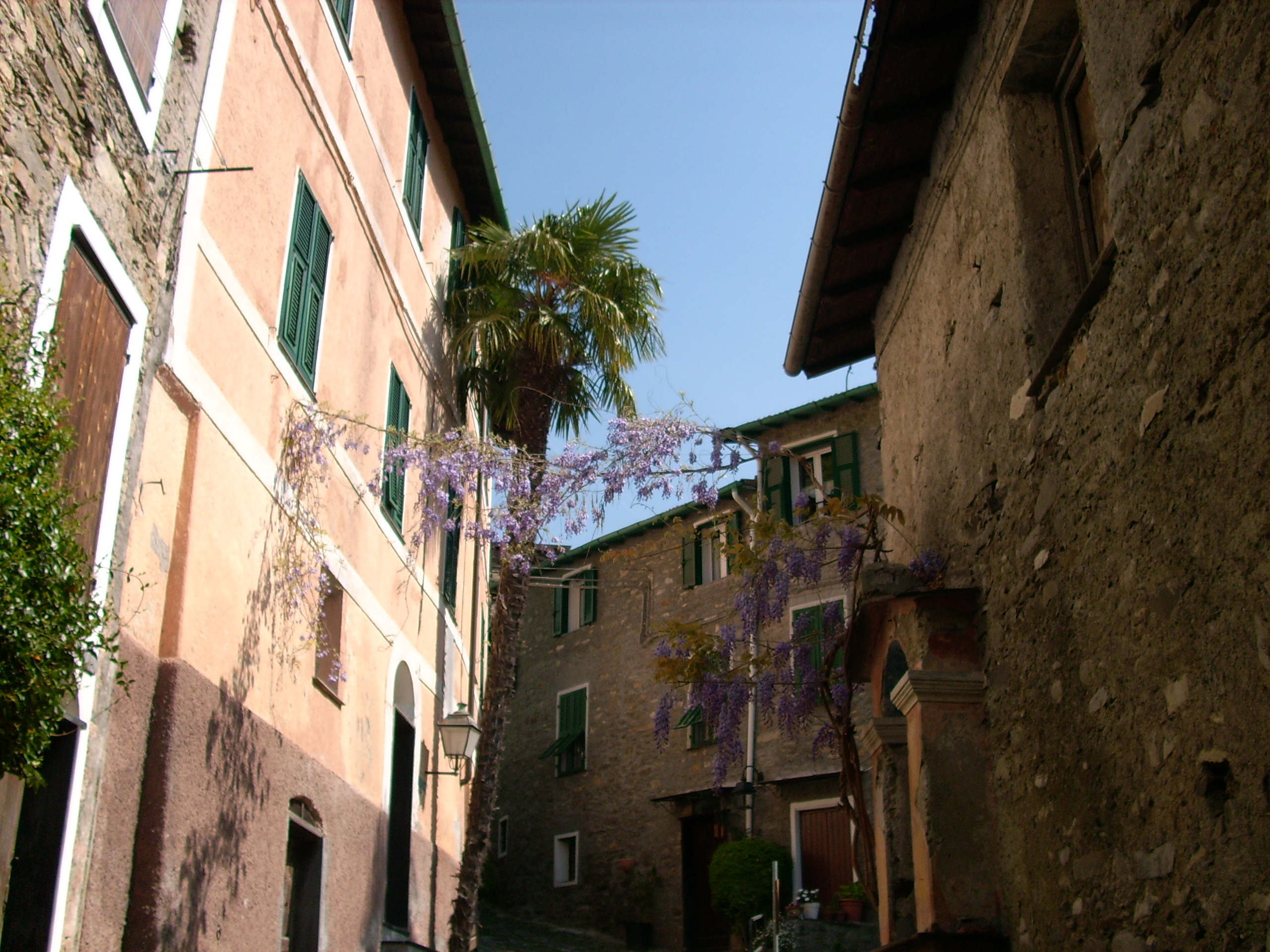
Scorcio del centro storico di Molini

| Periodo        | Periodo        | Primo cittadino    | Partito                           | Carica      | Note   |
| -------------- | -------------- | ------------------ | --------------------------------- | ----------- | ------ |
| 1904           | 1906           | Giò Batta Lanza    |                                   | Sindaco     |        |
| 1906           | 1909           | Vincenzo Emanuelli |                                   | Sindaco     |        |
| 1909           | 1914           | Giò Batta Lanza    |                                   | Sindaco     |        |
| 1914           | 1919           | Enrico Ferraironi  |                                   | Sindaco     |        |
| 1919           | 1921           | Ernesto Caldani    |                                   | Sindaco     |        |
| 1921           | 1924           | Giuseppe Negro     |                                   | Sindaco     |        |
| 1924           | 1926           | Giò Batta Stella   |                                   | Sindaco     |        |
| 1926           | 1929           | Giuseppe Boeri     | Partito Nazionale Fascista        | Podestà     |        |
| 1929           | 1941           | Giovanni Marenco   | Partito Nazionale Fascista        | Podestà     |        |
| 1941           | 1944           | Giò Batta Balestra | Partito Nazionale Fascista        | Comm. pref. |        |
| 1944           | 1944           | Carlo Viale        | Partito Fascista Repubblicano     | Comm. pref. |        |
| 1944           | 1945           | Giuseppe Giauni    | Partito Fascista Repubblicano     | Comm. pref. |        |
| 1945           | 1945           | Giuseppe Stella    |                                   | Sindaco     |        |
| 1945           | 1946           | Alfonso Vallini    |                                   | Sindaco     |        |
| 1946           | 1948           | Antonio Capponi    |                                   | Sindaco     |        |
| 1948           | 1951           | Domenico Fognini   |                                   | Sindaco     |        |
| 1951           | 1960           | Luigi Emanuelli    | Democrazia Cristiana              | Sindaco     |        |
| 1960           | 1970           | Nicolò Bottino     |                                   | Sindaco     |        |
| 1970           | 1975           | Marcello Capponi   |                                   | Sindaco     |        |
| 20 luglio 1975 | 24 maggio 1990 | Enzo Emanuelli     | Democrazia Cristiana              | Sindaco     |        |
| 24 maggio 1990 | 14 maggio 1993 | Francesco Faraldi  | Democrazia Cristiana              | Sindaco     | [ 18 ] |
| 14 maggio 1993 | 24 aprile 1995 | Marcello Moraldo   | Democrazia Cristiana              | Sindaco     |        |
| 4 maggio 1995  | 14 giugno 1999 | Marcello Moraldo   | lista civica                      | Sindaco     |        |
| 14 giugno 1999 | 14 giugno 2004 | Marcello Moraldo   | lista civica                      | Sindaco     |        |
| 14 giugno 2004 | 8 giugno 2009  | Luciano Capponi    | lista civica                      | Sindaco     |        |
| 8 giugno 2009  | 26 maggio 2014 | Marcello Moraldo   | Per il futuro (lista civica)      | Sindaco     |        |
| 26 maggio 2014 | 26 maggio 2019 | Marcello Moraldo   | Insieme per Molini (lista civica) | Sindaco     |        |
| 27 maggio 2019 | 10 giugno 2024 | Manuela Sasso      | Viva Molini (lista civica)        | Sindaco     |        |
| 10 giugno 2024 | in carica      | Manuela Sasso      | Viva Molini (lista civica)        | Sindaco     |        |

### Altre informazioni amministrative
Molini di Triora fa parte dell'Unione dei comuni delle Valli Argentina e Armea.